# ジフテリア抗毒素
ジフテリア抗毒素（Diphtheria antitoxin, DAT）は、抗体で構成される、ジフテリアの治療に用いられる医薬品である。ジフテリアの予防には推奨されなくなった。投与法は静脈注射または筋肉内注射である。
副作用は一般的にみられる。一般的な副作用には、血清病やアナフィラキシーを含むアレルギー反応などがあげられる。ジフテリア抗毒素は、ジフテリア毒素に対して免疫された馬の血漿から作られている。作用機序は、ジフテリア菌（Corynebacterium diphtheriae）によって生成された毒素を中和することで効果がある。
ジフテリア抗毒素が開発され医療に用いられるようになったのは、1800年代後半である。世界保健機関の必須医薬品リストに収載されており、医療制度に必要とされる最も安全で効果的な医薬品である。米国では、疾病対策センターから入手できる。2008年のヨーロッパを含む多くの国では入手できない。